# Bécsi utca
A Bécsi utca Budapest V. kerületében a Szervita tér és az Erzsébet tér között húzódik. Nevében Újbécs középkori falu emlékét őrzi, ami Pest egykori városfalain kívül, a Duna mellett északra feküdt, és a Becsei (Bechei) család birtokában volt. II. Ulászló 1508. január 4-i oklevelében már Bécs utcát említett meg. Szapolyai János 1529-i oklevelében szintén említi Pest északi külvárosát. Az 1803-as címjegyzék már Bécsi utca néven említi a Deák Ferenc utca és az Erzsébet tér között. 1874-ben, a Fehérhajó Fogadó lebontása után annak telkén nyitották meg az utca Deák Ferenc tér és Kristóf tér közötti folytatását.